# مارك ميتكالف (ممثل)
مارك ميتكالف (بالإنجليزية: Mark Metcalf)‏ هو ممثل أمريكي، ولد في 11 مارس 1946 في فندلي في الولايات المتحدة.

## أعمال

### مسلسلات
- آنجل
- جوال تكساس ووكر
- رجال ماد

## وصلات خارجية
- الموقع الرسمي
- مارك ميتكالف على موقع IMDb (الإنجليزية)
- مارك ميتكالف على موقع ألو سيني (الفرنسية)
- مارك ميتكالف على موقع أول موفي (الإنجليزية)
- مارك ميتكالف على موقع قاعدة بيانات الأفلام السويدية (السويدية)
- مارك ميتكالف على موقع قاعدة بيانات الفيلم (الإنجليزية)
- مارك ميتكالف على موقع كينوبويسك (الروسية)